# Pritzwalk
Pritzwalk è una città del Brandeburgo, in Germania.

Appartiene al circondario (Landkreis) del Prignitz (targa PR).

## Geografia antropica
Il territorio comunale comprende la città di Pritzwalk e le frazioni (Ortsteil) di Alt Krüssow, Beveringen, Buchholz, Falkenhagen, Giesensdorf, Kemnitz, Mesensdorf, Sadenbeck, Schönhagen, Seefeld, Steffenshagen e Wilmersdorf.

## Storia
Il 20 settembre 1993 venne annesso alla città di Pritzwalk il comune di Schönhagen.
Il 31 dicembre 2001 venne annesso alla città di Pritzwalk il comune di Giesensdorf.

## Società

### Evoluzione demografica
- Sviluppo della popolazione dal 1875 entro gli attuali confini (Linea Blu: Popolazione; Linea puntata: Confronto dello sviluppo della popolazione dello Stato del Brandenburgo; Sfondo grigio: Ai tempi del governo nazista; Sfondo rosso: Al tempo del governo comunista)
- Sviluppo recente della popolazione (Linea blu) e previsioni

| Anno | Abitanti |
| ---- | -------- |
| 1875 | 10 354   |
| 1890 | 10 949   |
| 1910 | 12 569   |
| 1925 | 13 085   |
| 1939 | 13 130   |
| 1950 | 16 766   |
| 1964 | 14 894   |

| Anno | Abitanti |
| ---- | -------- |
| 1971 | 15 623   |
| 1981 | 16 236   |
| 1985 | 16 315   |
| 1990 | 15 995   |
| 1995 | 14 874   |
| 2000 | 14 309   |
| 2005 | 13 336   |

| Anno | Abitanti |
| ---- | -------- |
| 2010 | 12 598   |
| 2015 | 11 922   |
| 2016 | 12 050   |
| 2017 | 12 009   |
| 2018 | 11 924   |
| 2019 | 11 879   |
| 2020 | 11 870   |

Fonti dei dati sono nel dettaglio nelle Wikimedia Commons..

## Amministrazione

### Gemellaggi
Pritzwalk è gemellata con:
- Winsen (Luhe), dal 1990